# 北郷仁
北郷 仁（ほんごう じん、1975年（昭和50年）5月2日 - ）は、日本の写真家。日本写真家協会会員。東京工芸大学芸術学部写真学科卒業、同大学院芸術学研究科メディアアート専攻修了。

## 主な作品・出版物など

### 出版物
- からだにやさしいお茶料理　シンプルでヘルシーなレシピ集33（南雲堂フェニックス）2006年6月 ISBN 9784888963763
- 70s 日本の雑誌広告（PIE BOOKS）2007年3月 ISBN 9784894445796
- ペン！ペン！ペン！ファウンテンペン！（南雲堂フェニックス）2007年9月 ISBN 9784888963930
- 「東京シーサイドストーリー」 - 産経新聞社発行の月刊誌
- 「趣味の文具箱」シリーズvol.1-13（2009.6現在） - 枻出版社のムック

### 写真展
- 日本ファッション協会エッセイwithフォト展「私のオフタイム」2005[1]

2005年11月8-13日 東京・丸ビル
- 日本の子ども60年展

2005年12月より2006年3月にかけての企画展（全国4箇所巡回）
作品（2点）を出展 新潮社より展示会作品の収録本が発売中

## 受賞歴
- 1996年、フォックス・タルボット賞受賞
- 2001年、フォックス・タルボット賞受賞